# 库德尔
库德尔（法語：Coudres，法語發音：[kudʁ]）是法国厄尔省的一个市镇，属于埃夫勒区。

## 地理
库德尔（48°51'44"N, 1°14'39"E）面积15.37 平方千米，位于法国诺曼底大区厄尔省，该省份为法国北部内陆省份，北起滨海塞纳省，西接奧恩省和卡爾瓦多斯省，南至厄尔-卢瓦省，东临瓦兹省、瓦兹河谷省和伊夫林省。
与库德尔接壤的市镇（或旧市镇、城区）包括：莱索蒂约、尚皮尼-拉菲特莱、沙维尼-巴约勒、伊利耶莱韦克、利涅罗勒、马西伊拉康帕涅、穆瓦维尔、圣安德烈德勒尔。

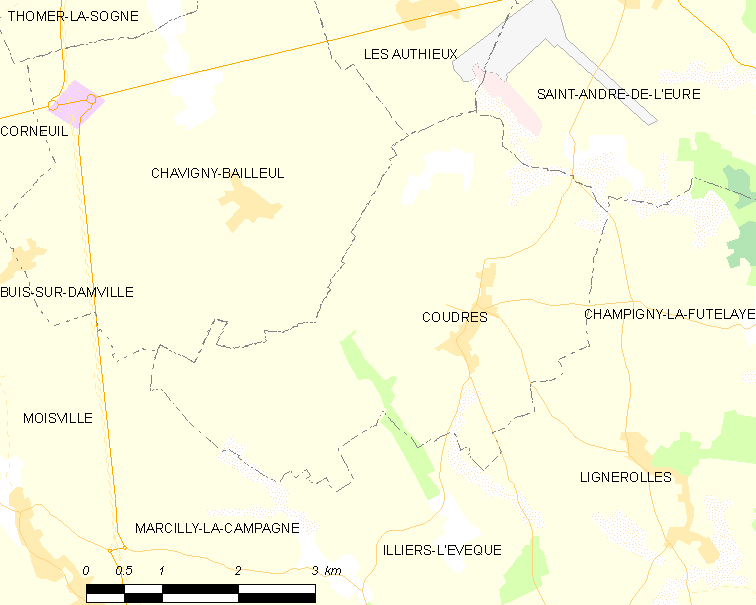
库德尔的OSM定位图

库德尔的时区为UTC+01:00、UTC+02:00（夏令时）。

## 行政
库德尔的邮政编码为27220，INSEE市镇编码为27177。

## 政治
库德尔所属的省级选区为圣安德烈德勒尔县。

## 人口

1962-2008年间库德尔人口变化图示

库德尔于2022年1月1日时的人口数量为541人。